# Saison 1 d'Interventions
Cet article présente les épisodes de la première saison de la série télévisée Interventions.

## Distribution

### Acteurs principaux
- Anthony Delon : Dr Romain Lucas, gynéco-obstétricien et chirurgien infantile
- Michael Massee : Dr Jean-François Montfort, gynéco-obstétricien à la clinique
- Fanny Cottençon : Professeur Mathilde Krantz, chef de service en gynéco-obstétrique
- Clémence Thioly : Roxanne Toulouse, interne en gynécologie obstétrique auprès du Dr Lucas
- Marius Colucci : Dr Gregor Prespoleskian dit "Prespo", chef de clinique en chirurgie infantile
- Jina Djemba : Camille Dujardin, sage-femme
- Marie Montoya : Agnès Chevalier, infirmière en néonatalogie
- Charlotte Gaccio : Laurence Clément, aide soignante
- Nicky Marbot : Francis Leroux, brancardier et ami d'enfance du Dr Lucas
- Catherine Demaiffe : Élise Monfort, nièce du Dr Montfort et directrice administrative de l'hôpital (épisode 3-6)

### Acteurs récurrents
- Charley Fouquet : Laetitia, fiancée du Dr Lucas (épisodes 1-2, 4-5)
- Farid Elouardi : Kaddour Belkacem, ami d'enfance du Dr Lucas  (épisodes 1-2, 5-6)
- Gaëla Le Devehat : Anne-Marie Barbier, interne, décédée (épisodes 1-2)
- Olivier Bénard : Mathieu Barbier, mari d'Anne-Marie (épisodes 2, 4)
- Pierre Renverseau : Commandant Carasso (épisodes 1, 6)
- Bertrand Farge : Dr Marc Doisneau (épisodes 3, 6)
- Carine Kermin : Amélie, aide opératoire (épisodes 1-3)
- Régis Pappatico : Anesthésiste (épisodes 1-3)
- Maud Brethenoux : Marie Legrand, infirmière (épisodes 1-3)

## Liste des épisodes

### Épisode 1
- Belgique : 19 août 2014 sur La Une
- Suisse : 4 octobre 2014 sur RTS Un
- France : 24 novembre 2014 sur TF1

- Belgique : 189 000 téléspectateurs (12,1 % de part d'audience)[1] (première diffusion)
- France : 4,09 millions de téléspectateurs (14,9 % de part d'audience)[2] (première diffusion)

- Lilly-Fleur Pointeaux : Sylvia Ferrier
- Christophe de Choisy : Bastien Ferrier
- Samia Sassi : Djamila Leroux
- Jean-Luc Mimault : Thierry Lecomte
- Amandine Chauveau : Juliette Maréchal
- Nicolas Wanczycki : Stéphane Maréchal
- Frans Boyer : Médecin du Samu
- Maud Brethenoux : Marie Legrand
- Romane Portail : Conductrice

### Épisode 2
- Belgique : 19 août 2014 sur La Une
- Suisse : 4 octobre 2014 sur RTS Un
- France : 24 novembre 2014 sur TF1

- Belgique : 173 000 téléspectateurs (12 %)[1] (première diffusion)
- France : 3,77 millions de téléspectateurs (17,1 %)[3] (première diffusion)

- Arièle Semenoff : Peggy Cohen
- Nina Seul : Rachel Davijan
- Éléa Clair : Élodie Baquet
- Emmanuel Suarez : Sébastien Baquet
- Mathilde Vitry : Françoise Magnan
- Hugues Martel : Jean-Luc Rivière
- Karine Belly : Angélique Carlier
- Yasmin Bau : Laborantin
- Sophie Fougère : Évelyne Ganon
- Léopold Simalty : Pharmacien

### Épisode 3
- Belgique : 19 août 2014 sur La Une
- Suisse : 11 octobre 2014 sur RTS Un
- France : 24 novembre 2014 sur TF1

- Belgique : 157 000 téléspectateurs (16,3 %)[1] (première diffusion)
- France : 3,43 millions de téléspectateurs (27,7 %)[3] (première diffusion)

- Michèle Ernou : Mère du Dr Lucas
- Maximilien Muller : Éric Valentin
- Nathalie Blanc : Delphine Donnefort
- Fred Bianconi : Philippe Donnefort
- François Briault : Juge des affaires familiales
- Augustin Ruhabura : Marc Catala
- Olivia Brunaux : Nathalie Catala
- Marjorie De Larquier : Solène
- Benoît Gourley : M. Giovanni

### Épisode 4
- Belgique : 26 août 2014 sur La Une
- Suisse : 11 octobre 2014 sur RTS Un
- France : 1er décembre 2014 sur TF1

- Belgique : 231 000 téléspectateurs (14,6 % de part d'audience)[4] (première diffusion)
- France : 4,06 millions de téléspectateurs (14,8 %)[5] (première diffusion)

- Alice Carel : Julie
- Caroline Santini : Vanessa Montfort
- Anahita Gohari : Ovsanna
- Fabien Martin : Garen
- Catherine Demaiffe : Elise Monfort
- Nejma Ben Amor : Nora
- Tony Librizzi : Père d'Ovsanna
- Simona Maicanescu : Mère d'Ovsanna
- Marie-Laure Girard : Olivia Janin
- Avy Marciano : Antonio

### Épisode 5
- Belgique : 26 août 2014 sur La Une
- Suisse : 18 octobre 2014 sur RTS Un
- France : 1er décembre 2014 sur TF1

- Belgique : 192 000 téléspectateurs (12,4 % de part d'audience)[4] (première diffusion)
- France : 3,84 millions de téléspectateurs (16,5 %)[5] (première diffusion)

- Alain Doutey : Patrick Dubosc
- Hugues Martel : Jean-Luc Rivière
- Blandine Bury : Pauline Dubosc
- Élisabeth Commelin : Mireille Dubosc
- Cyrille Thouvenin : Xavier Bertin
- Gil Geisweiller : Professeur Pierre Bernier
- Patrick Hauthier : Dr Julien Forestier
- Jeff Bigot : Christophe Courdec
- Samantha Markowic : Gwen Couderc

### Épisode 6
- Belgique : 26 août 2014 sur La Une
- Suisse : 18 octobre 2014 sur RTS Un
- France : 1er décembre 2014 sur TF1

- Belgique : 180 000 téléspectateurs (15,6 % de part d'audience)[4] (première diffusion)
- France : 3,67 millions de téléspectateurs (27,5 %)[5] (première diffusion)

- Fanny Gilles : Christelle Chapuis
- Olivier Augrond : Jean-Etienne Chapuis
- Bertrand Degremont : Nicolas
- Nicolas Beaucaire : M. Vannier
- Maeva Pasquali : Mme Vannier
- Mathilde Wambergue : Orthopédiste
- Selma Kouchy : Maude